# قطعنامه هالیفکس (ایالت کارولینای شمالی)

پرچم ایالت کارولینای شمالی و تاریخ قطعنامه هالیفکس.

قطعنامه هالیفَکس، اشاره به اسناد و مصوباتی ست که در روز آدینه، ۱۲ آوریل ۱۷۷۶ (۳ ماه پیش از اعلامیه استقلال آمریکا) در شهرک هالیفکس (در ایالت کارولینای شمالی) صادر شد.
این مصوبات، نخستین تصمیم رسمی برای استقلال و جدایی از بریتانیا (در مستعمرات ۱۳ گانه) بود. قطعنامه هالیفکس، مسیر استقلال از بریتانیا را برای دیگر ایالات هموار کرد و ۳ ماه پس از مصوبات هالیفکس، کنگره ایالات متحده، جدایی و استقلال خود را از بریتانیا اعلام کرد.
در واقع، چهارمین کنگره ایالت کارولینای شمالی، با گردهمایی در شهرک هالیفکس (۴۰۰ کیلومتری شمال شرقی شارلوت) و تصویب آن قطعنامه، پیشگام استقلال ایالات متحده و جدایی از بریتانیا شدند. تاریخ آن قطعنامه بر روی پرچم ایالتی کارولینای شمالی نقش بسته‌است.